# 4-Nitrodiphenylamin
4-Nitrodiphenylamin ist eine chemische Verbindung aus der Gruppe der Diphenylamin-Derivate und isomer zu 2-Nitrodiphenylamin und 3-Nitrodiphenylamin.

## Gewinnung und Darstellung
4-Nitrodiphenylamin wird durch Kondensation von 4-Nitrochlorbenzol mit Anilin in Chlorbenzol gewonnen.
Die weltweite Produktionsmenge liegt bei bis zu 30.000 Tonnen im Jahr. Damit zählt es zu den chemischen Substanzen, die in großen Mengen hergestellt werden („High Production Volume Chemical“, HPVC) und für die von der Organisation für wirtschaftliche Zusammenarbeit und Entwicklung (OECD) eine Datensammlung zu möglichen Gefahren („Screening Information Dataset“, SIDS) angefertigt wurde.

## Eigenschaften
4-Nitrodiphenylamin ist ein gelber brennbarer Feststoff, welcher praktisch unlöslich in Wasser ist.

## Verwendung
4-Nitrodiphenylamin wird als Zwischenprodukt bei der Herstellung des Kautschuk-Alterungsschutzmittels N-(1,3-Dimethylbutyl)-N′-phenyl-p-phenylendiamin verwendet.